# Bogoriowie herbu Bogoria

Herb Bogoria

Bogoriowie herbu Bogoria – ród rycerski, osiadły głównie w Małopolsce od XII w., największe znaczenie osiągnął w XIV w.
Rodową siedzibą Bogoriów były Skotniki w Ziemi Sandomierskiej. Możny ród, którego członkowie piastowali ważne stanowiska w Małopolsce.

## Przedstawiciele rodu
- Mikołaj Bogoria Skotnicki (1150–1238) - komes, fundator klasztoru cystersów w Koprzywnicy w 1185 roku.
- Piotr Bogoria Skotnicki (zm. ok. 1287) -  prawnuk Mikołaja Bogorii Skotnickiego (1150–1238), kasztelan wiślicki, kasztelan krakowski, wojewoda krakowski, wojewoda sandomierski do 1280.
- Wojciech Bogoria Skotnicki (1274–1316) - syn Piotra Bogorii, wojewoda sandomierski (1306-1316), właściciel Nowego Żmigrodu.
- Jarosław z Bogorii i Skotnik (1280–1376) – syn Piotra Bogorii, arcybiskup gnieźnieński.
- Mikołaj Bogoria (zm. 1338) – syn Piotra Bogorii, wojewoda krakowski, doradca Władysława Łokietka.
- Mikołaj z Bogorii (zm. 1388) – wnuk Mikołaja Bogorii (zm. 1338), kasztelan wiślicki, zawichoski, marszałek wielki koronny.